# Dupain
Dupain est un groupe français de folk, originaire de Marseille, dans les Bouches-du-Rhône. Formé en 2000, il mêle musique traditionnelle (folk, occitane, celtique) et contemporaine (rock, musique électronique). La particularité du groupe est son chant, passant des chants occitans au ragga ou au rap.

## Histoire
Le groupe sort son premier album en 2000, L’Usina. Un son nouveau, fruit de réflexions et d’expérimentations musicales brassant à la fois les musiques traditionnelles du bassin méditerranéen, une certaine identité locale avec l'occitan comme langue de chant sans oublier la connexion aux différents courants de musique contemporaine plus urbains et novateurs,,. Dupain part en tournée avec Les Négresses vertes, croise la route des Noir Désir et Manu Chao, sillonne la France, l'Espagne, la Grèce, l'Italie du Sud, le Canada ou le Maghreb. Des concerts de poches au rassemblement altermondialiste du Larzac 2003 devant 300 000 personnes.
Après une pause d'environ 5 ans, Pierlo Bertolino (vielle à roue) et Sam Karpienia (chant, mandole) s'attèlent à la composition et reprennent la route pour quelques concerts en duo avant d'inviter Gurvant Legac (flûte), François Rossi (batterie) et Manu Reymond (contrebasse) à l'élaboration d'un répertoire commun. La démarche reste celle des débuts avec l’expérience en plus, un va-et-vient fertile entre les musiques populaires La reconstruction du groupe Dupain s'opère en plusieurs phases, à l'initiative de la Meson (salle de concerts à Marseille). Les piliers fondateurs Pierre Laurent Bertolino et Sam Karpienia retravaillent ensemble pour la mise en musique du film Zone portuaire d'Emmanuel Vigne et Julien Chesnel. C'est après ce ciné-concert que l'idée fait son chemin de poursuivre cinq ans après Les Vivants l'aventure Dupain. C'est en duo que les concerts reprennent en novembre 2011 et par la suite en collaboration avec la coopérative culturelle Full Rhizome, une résidence de création, permet de travailler avec François Rossi et Gurvant Le Gac. Ces deux nouveaux musiciens donnent une direction artistique assez inédite et permettent au groupe de supprimer les divers samples et loops électroniques, donnant une substance beaucoup moins rigide et plus expressive.
Le jazz improvisé et les musiques bruitistes expérimentales de François Rossi assurent à la fois une assise rythmique. Le martèlement mécanique et continuel de François Rossi est néanmoins malmené par des explosions rythmiques inattendues qui interrogent l'équilibre fragile du propos musical. Il collabore dans différents projets, jazz improvisé avec Barre Phillips, plus rock et transcendantale avec Moto ou Das Simple. Gurvant Legac, quant à lui, est issu des musiques populaires bretonnes. Il pratique son instrument la flûte traversière en bois dans des contextes où prime la pulsation nécessaire à la danse. Cet aspect de la musique se souciant de celui qui écoute, celui qui danse est fondamental dans la musique de Dupain. Les nombreux allers-retours en Italie du sud ou au Maghreb ont forgé ce caractère revendiqué, Cette idée est toujours présente dans les compositions : Ce caractère revendiqué du populaire s'équilibre avec Gurvant Legac qui fait partie de cette scène bretonne qui s’interroge sur le rapport entre héritage traditionnel et l'innovation artistique. Sa sensibilité de musicien poète voyageur l'a conduit à s’intéresser aux musiques orientales du monde arabe et d’Europe de l'Est. Il est un des chefs de file de cette scène bretonne ancrée dans une culture ancestrale qui se nourrit, se renouvelle en permanence. Gurvant Legac joue dans de nombreux projets dont les plus personnels Bayati et Charka où le celte côtoie la poésie d'Omar Khayam ou Nicolas Bouvier.
Le quartet a joué quelques concerts et a pris la décision assez vite d'intégrer un contrebassiste en la personne de Manu Reymond. Celui-ci a apporté la chaleureuse rythmique d'une basse minimale au service du collectif, Manu Reymond collabore avec de nombreux musiciens de la région marseillaise dont le Poum Tchac, groupe swing aux influences tziganes des pays de l'est. Il a aussi collaboré comme sideman avec Babx et Nathalia M king.
Le groupe sort l'album La Sòrga en 2015.

## Membres

### Membres actuels
- Samuel Karpienia – chant, mandole
- Pierre-Laurent Bertolino – vielle à roue
- Gurvant Le Gac - flûte
- François Rossi - batterie
- Emmanuel Reymond - contrebasse

### Anciens membres
- Sam de Agostini - batterie
- Daniel Gaglione
- Noël Baille

## Discographie
- 2000 : L'Usina (Virgin France – EMI)
- 2001 : L'Usina remix (Virgin France)
- 2002 : Camina (Virgin France – EMI)
- 2005 : Les vivants (Label Bleu – Harmonia Mundi)
- 2015 : La Sòrga (Buda Musique)

## Documentaires
- Marseille en chair et en oc, La fabrique de l'histoire, France Culture[8]